# Офіцери Королівства Кіпр
Королівство Кіпр, як відгалуження Королівства Єрусалиму, зберігало багато тих самих посад, таких як: сенешаль, констебль, маршал, адмірал, Камергер і канцлер.
Офіцерами Королівства Кіпр від його заснування були:

## Сенешаль
- Гі де Лузіньян (бл. 1195), син Амальріка I Кіпрського
- Емері де Ріве (1197—1210)
- Балдуін Ібелінський (1246—1267)
- Роберт де Креск (1269)
- Баліан з Ібеліна (1286—1302)
- Філіп з Ібеліна (1302—1318)
- Гай Ібелінський (1318–після 1334)
- Яків Лузіньян (1369)

## Констебль
- Амальрік Лузіньянський (до 1194)
- Іоанн Лузіньянський
- Балдуін Бетсанський (бл. 1195)
- Гай з Бейрута
- Вальтер Бейрутський (бл. 1206), володар Кесарії
- Іоанн з Ібеліна (бл. 1227—1229), якого називають «Старим лордом Бейрута»
- Іоанн з Ібеліна (бл. 1247), син преп.
- Гай з Ібеліна (бл. 1250), брат прец.
- Балдуін з Ібеліна, син прец.
- Баліан з Ібеліна, (бл. 1276), син Іоанна з Арсуфа
- Іоанн Лузіньян (до 1284)
- Гі Лузіньян (бл. 1291) син Гуго III
- Філіп з Ібеліна (бл. 1302), син Балдуїна, сенешаля Кіпру
- Еймері з Лузіньяна (бл. 1303) брат Гая.
- Гуго Лузіньянський (бл. 1318), син Гая
- Онфруа з Монфора (бл. до 1326)
- Гій Лузіньян, (бл. 1336—1338), син Гуго IV
- Петро Лузіньянський (бл. незабаром після 1343 р., припускається), син Гуго IV
- Яків Лузіньянський (бл. після 1369), син Гуго IV
- Філіп з Лузіньяна, син прец.
- Гай Лузіньян, брат преч.

## Маршал
- Г'ю Мартін (1194—1196)
- Рено де Суассон (1210—1217)
- Адам де Гарес з Антіохії
- Іоанн Антіохійський (1247), син преп.
- Ансо
- Вільям де Кане (1269)
- Симон де Монтоліф
- Томас де Монтоліф (1328)
- Даніель ван де Мерведе (1361)

## Адмірал
- Йоганн Брауншвік-Грубенгагенський (помер 11 червня 1414 р.)
- Гарсеран Суарес де лос Чернаділья (1432–після 1458)

## Камергер
- Аморі де Бетсан (1218—1220)
- Джоффрі Ле Тор (1247)
- Філіп де Кассі (1269)
- Вальтер Антіохійський (1286)

## Канцлер
- Петро Ангулемський, під керівництвом Гі де Лузіньян
- Алан (1195—1201), архідиякон Лідди і архієпископ Нікосії
- Ральф (1217—1220), архідиякон Нікосії
- Бонвасал д'Од (1231—1248), канонік Нікосії
- Петро (1269—1288), єпископ Пафосу
- Генріх де Гібеле (1291—1330), архідиякон Нікосії

## Дворецький
Офіс дворецького був створений у 1328 році.[джерело?]